# Episodi di Peep Show
Le nove stagioni della serie televisiva Peep Show sono state trasmesse dal 19 settembre 2003 al 16 dicembre 2015 su Channel 4.

## Prima stagione (2003)
| n° | Titolo              | Prima TV UK       |
| -- | ------------------- | ----------------- |
| 1  | Warring Factions    | 19 settembre 2003 |
| 2  | The Interview       | 26 settembre 2003 |
| 3  | On the Pull         | 3 ottobre 2003    |
| 4  | Mark Makes a Friend | 10 ottobre 2003   |
| 5  | Dream Job           | 17 ottobre 2003   |
| 6  | Funeral             | 21 ottobre 2003   |

## Seconda stagione (2004)
| n° | Titolo               | Prima TV UK      |
| -- | -------------------- | ---------------- |
| 1  | Dance Class          | 12 novembre 2004 |
| 2  | Jeremy Makes It      | 19 novembre 2004 |
| 3  | Local Zero           | 26 novembre 2004 |
| 4  | University Challenge | 3 dicembre 2004  |
| 5  | The Man Show         | 10 dicembre 2004 |
| 6  | Wedding              | 17 dicembre 2004 |

## Terza stagione (2005)
| n° | Titolo      | Prima TV UK      |
| -- | ----------- | ---------------- |
| 1  | Mugging     | 11 novembre 2005 |
| 2  | Sectioning  | 18 novembre 2005 |
| 3  | Shrooming   | 25 novembre 2005 |
| 4  | Sistering   | 2 dicembre 2005  |
| 5  | Jurying     | 9 dicembre 2005  |
| 6  | Quantocking | 16 dicembre 2005 |

## Quarta stagione (2007)
| n° | Titolo           | Prima TV UK    |
| -- | ---------------- | -------------- |
| 1  | Sophie's Parents | 13 aprile 2007 |
| 2  | Conference       | 20 aprile 2007 |
| 3  | Gym              | 27 aprile 2007 |
| 4  | Handyman         | 4 maggio 2007  |
| 5  | Holiday          | 11 maggio 2007 |
| 6  | Wedding          | 18 maggio 2007 |

## Quinta stagione (2008)
| n° | Titolo           | Prima TV UK    |
| -- | ---------------- | -------------- |
| 1  | Burgling         | 2 maggio 2008  |
| 2  | Spin War         | 9 maggio 2008  |
| 3  | Jeremy's Broke   | 16 maggio 2008 |
| 4  | Jeremy's Mummy   | 23 maggio 2008 |
| 5  | Jeremy's Manager | 30 maggio 2008 |
| 6  | Mark's Women     | 6 giugno 2008  |

## Sesta stagione (2009)
| n° | Titolo         | Prima TV UK       |
| -- | -------------- | ----------------- |
| 1  | Jeremy at JLB  | 18 settembre 2009 |
| 2  | The Test       | 25 settembre 2009 |
| 3  | Jeremy in Love | 2 ottobre 2009    |
| 4  | The Affair     | 9 ottobre 2009    |
| 5  | The Party      | 16 ottobre 2009   |
| 6  | Das Boot       | 23 ottobre 2009   |

## Settima stagione (2010)
| n° | Titolo            | Prima TV UK      |
| -- | ----------------- | ---------------- |
| 1  | St Hospitals      | 26 novembre 2010 |
| 2  | Man Jam           | 3 dicembre 2010  |
| 3  | A Beautiful Mind  | 10 dicembre 2010 |
| 4  | Nether Zone       | 17 dicembre 2010 |
| 5  | Seasonal Beatings | 24 dicembre 2010 |
| 6  | New Year's Eve    | 29 dicembre 2010 |

## Ottava stagione (2012)
| n° | Titolo                           | Prima TV UK      |
| -- | -------------------------------- | ---------------- |
| 1  | Jeremy Therapised                | 25 novembre 2012 |
| 2  | Business Secrets of the Pharaohs | 2 dicembre 2012  |
| 3  | The Love Bunker                  | 9 dicembre 2012  |
| 4  | Big Mad Andy                     | 16 dicembre 2012 |
| 5  | Chairman Mark                    | 23 dicembre 2012 |
| 6  | Quantocking II                   | 24 dicembre 2012 |

## Nona e ultima stagione (2015)
| n° | Titolo                      | Prima TV UK      |
| -- | --------------------------- | ---------------- |
| 1  | The William Morris Years    | 11 novembre 2015 |
| 2  | Gregory's Beard             | 18 novembre 2015 |
| 3  | Threeism                    | 25 novembre 2015 |
| 4  | Mole-Mapping                | 2 dicembre 2015  |
| 5  | Kid Farm                    | 9 dicembre 2015  |
| 6  | Are We Going To Be Alright? | 16 dicembre 2015 |